# Rikako Yuasa
Rikako Yuasa (Saitama, 12 de abril de 1991) é uma competidora de submission grappling e faixa-preta de jiu-jitsu brasileiro (BJJ). Considerada por alguns como uma das maiores atletas japonesas de BJJ, Yuasa é campeã mundial, europeia e asiática nas faixas coloridas e quatro vezes campeã mundial na faixa-preta.

## Carreira
Rikako Yuasa nasceu em 12 de abril de 1991 em Saitama Japão. Ela começou a praticar natação aos quatro anos de idade e, ao chegar à sexta série, foi selecionada para participar da Junior Olympics. No ensino médio, passou a treinar wrestling e judô do Kodokan. Procurando uma academia, ingressou no clube Pogona, de MMA em Kawaguchi, onde descobriu o jiu-jitsu brasileiro. Começou a treinar com Ichiro Kaneko. Em outubro de 2008 foi promovida à faixa-azul e, no ano seguinte, em outubro de 2009, à faixa-roxa. Em dezembro de 2010, começou a competir em submission grappling em um evento do Jewels (Mixed Martial Arts) em Tóquio. Como faixa-roxa, venceu o Europeu de 2012 e o Asiático de 2012 (em sua divisão de peso e no absoluto), ficando em terceiro lugar no Mundial na divisão absoluto.
Em setembro de 2013, foi promovida à faixa-marrom e passou a integrar a equipe Paraestra, uma das primeiras e melhores academias de grappling do Japão, onde começou a treinar com Yukinori Sasa, o primeiro japonês a vencer o Campeonato Mundial de Jiu-Jitsu.
Em 2014, Yuasa conquistou seu primeiro título mundial como faixa-marrom e foi promovida à faixa-preta por Sasa em 7 de junho de 2014. Como faixa-preta, venceu pela primeira vez o Mundial de 2015 ao derrotar Gezary Matuda na final da categoria pluma, tornando-se a primeira atleta japonesa campeã mundial faixa-preta de BJJ. No submission grappling, venceu o ADCC Ásia em 2015 e voltou a conquistar o ouro no Mundial da IBJJF em 2016, 2017 e 2018, além de vencer novamente o ADCC Ásia em 2017 e 2019. Participando de torneios locais, competiu nos eventos Quintet Fight Night 2 e 3 em Tóquio. Nesse mesmo ano, conquistou a prata no Abu Dhabi Grand Slam de Tóquio, sendo derrotada por pontos na final contra Mayssa Bastos, depois conquistou o ouro no Campeonato Asiático da IBJJF e a prata no Campeonato Mundial.

## Resumo competitivo no Jiu-Jitsu Brasileiro
Principais conquistas (Faixa-preta)
- Campeã Mundial da IBJJF (2018 / 2017 / 2016 / 2015)
- Campeã Asiática da IBJJF (2019[11])
- Vice-campeã Mundial da IBJJF (2019)
- Vice-campeã do Aberto Asiático da IBJJF (2015)
- Vice-campeã do Abu Dhabi World Pro (2016 / 2017[12])
- Vice-campeã do Abu Dhabi Grand Slam Tóquio (2016 / 2019[13])

Principais conquistas (Faixas coloridas)
- Campeã Mundial da IBJJF (2014 – faixa-marrom)
- Campeã Europeia da IBJJF (2012 – faixa-roxa)
- Campeã Asiática da IBJJF (2012[b] – faixa-roxa)
- Vice-campeã do Pan da IBJJF (2012 – faixa-roxa)
- 3º lugar no Mundial da IBJJF (2011 – faixa-roxa)
- 3º lugar no Pan da IBJJF (2012[c] – faixa-roxa)

## Linhagem de instrução
Mitsuyo Maeda > Carlos Gracie Sr. > Carlos Gracie Junior > Yuki Nakai > Yukinori Sasa > Rikako Yuasa